# IC 1017
IC 1017 је лентикуларна галаксија у сазвјежђу Волар која се налази на листи објеката дубоког неба у Индекс каталогу.
Деклинација објекта је + 25° 52' 6" а ректасцензија 14h 28m 7,2s. Привидна величина (магнитуда) објекта IC 1017 износи 13,8 а фотографска магнитуда 14,8. IC 1017 је још познат и под ознакама UGC 9276, MCG 4-34-32, CGCG 133-62, PGC 51668.